# Marius Žaliūkas
Marius Žaliūkas (ur. 10 listopada 1983 w Kownie, Litwa, zm. 31 października 2020 w Kownie) – litewski piłkarz, grający na pozycji pomocnika.
Jego profesjonalna piłkarska kariera zaczęła się w roku 2002 w klubie Inkaras Kowno, największego rywala FBK Kowno. Później został sprzedany do owego klubu w 2004 roku, grał tam do końca sezonu 2003/2004, czyli do lipca. W sezonie 2004/2005 występował w FK Šilutė, a następnie wrócił do FBK.
Z FBK Kowno został wypożyczony do Hearts w sezonie 2006/2007. W szkockiej drużynie debiutował dnia 26 sierpnia 2006 roku w meczu przeciwko Inverness Caledonian Thistle, wygranym przez Serca 4:1. Swojego pierwszego gola w barwach szkockiego klubu strzelił w meczu przeciwko St. Mirren FC w grudniu 2006.
Z powodu kłopotów finansowych Hearts, Žaliūkas opuścił klub po wygaśnięciu jego umowy. W październiku 2013 roku podpisał kontrakt z Leeds United. Następnie grał w Rangers i Žalgirisie Wilno.